# カラスキセワタ
カラスキセワタ Philinopsis cyanea (Marten, 1879) はウミウシの1種。黒っぽい体に様々な斑紋がある。

## 特徴
外形は樽型。体長は8cmまで、通常は2.5cm程度。全身は光沢のある黒紫から暗褐色で、頭盾葉の中心に黄色の、その両側に褐色の斑紋があり、また変円には黄色や褐色の斑紋があり、後端の突出部は藍色。套盾葉の背面にも褐色の斑紋が並び、後端の縁に黄色、褐色、藍色などの斑紋がある。側足葉の辺縁には縁側に褐色、内側に黄色の二重線、その外側にも黄色の斑紋が散布している。個体によってはこれらの斑紋は明確でない。外面には触角や外鰓はない。

## 分布
インド、西太平洋に広く分布する。

## 生態など
ほぼ通年にわたって見られ、泥質の多い砂地に生息する。内湾のアマモ場にも多く、砂泥中に潜行して生活する。肉食で、小型貝類や他のウミウシなどを食べる。肉質の大きな口球を半ば反転させ、獲物を丸飲みにする。